# Salvador sufrate

#### Mago - Ilusionista

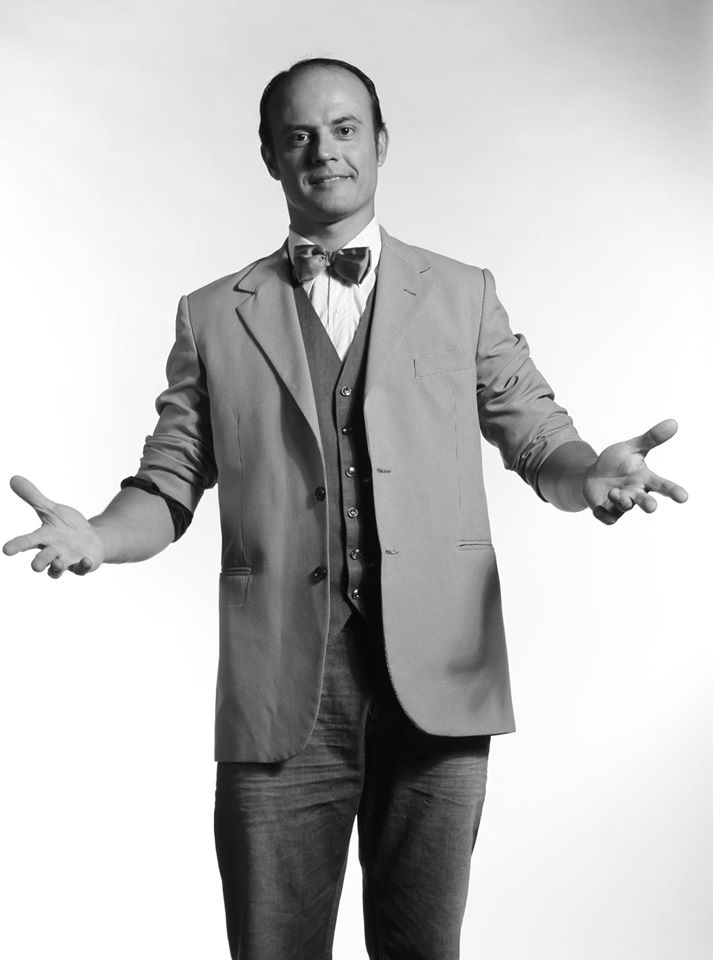
Salvador Sufrate es un mago y creador de trucos de magia argentino reconocido por sus innovadoras y visuales creaciones.

Salvador Sufrate es un mago y creador de trucos de magia argentino reconocido por sus innovadoras y visuales creaciones. A continuación, te presento un resumen de su carrera:
Biografía
Salvador Sufrate es un mago argentino que ha diseñado varios efectos de magia y mentalismo que son utilizados por magos profesionales y aficionados en todo el mundo.
Creaciones y Obras
- Notas de Conferencia: un libro de más de 30 páginas que enseña en detalle sus creaciones de magia con cartas y discos compactos.
- El Método Sufrate: un método de magia que se enseña en la Escuela de Magia Fu Manchú en Buenos Aires, Argentina.
- Ideas: un libro que incluye material sorprendente como la aparición de ases, el cambio de cartas y otros efectos visuales y sorprendentes.
Estilo y Contribuciones
Sufrate es conocido por sus efectos innovadores y visuales que combinan la magia con la creatividad y la originalidad. Sus trucos son diseñados para ser fáciles de hacer y visualmente atractivos, lo que los hace ideales para magia de salón, magia escénica, magia infantil y magia de cerca.
Legado
Salvador Sufrate ha contribuido significativamente al mundo de la magia con sus creaciones y métodos innovadores. Sus libros y notas de conferencia son recursos valiosos para magos que buscan mejorar sus habilidades y aprender nuevos efectos.